# Dipartimento di Bouaké
Il dipartimento di Bouaké è un dipartimento della Costa d'Avorio situato nella regione di Gbêkê, distretto di Vallée du Bandama.
La popolazione censita nel 2014 era pari a 680.694 abitanti.
Il dipartimento è suddiviso nelle sottoprefetture di Bouaké-Ville, Bouaké-SP, Bounda, Brobo e Mamini, N'Djébonouan.